# Overheid van de Verenigde Staten

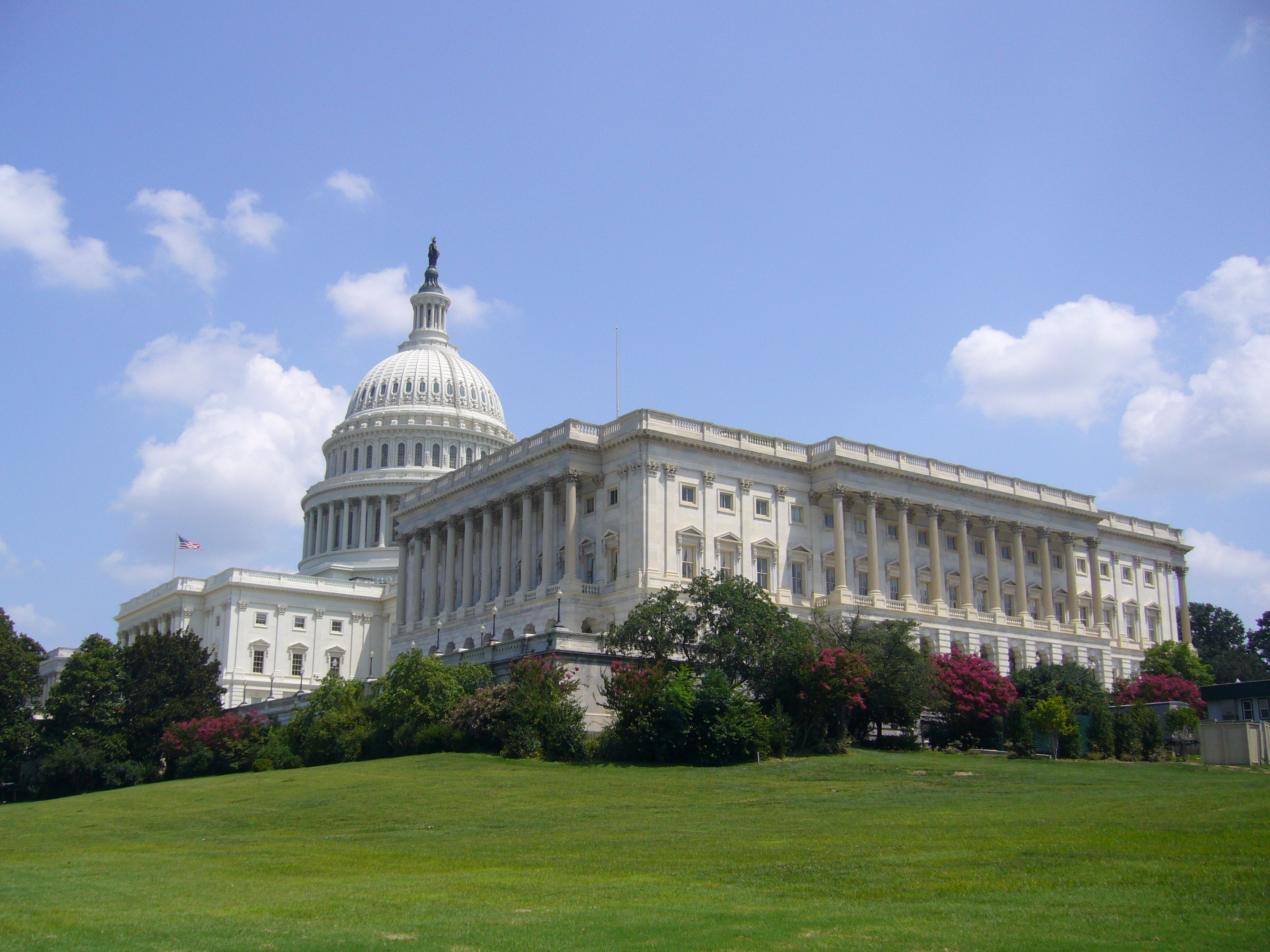
Het Capitool totaaloverzicht

De overheid van de Verenigde Staten is de overheid van een op de grondwet gebaseerde federale republiek met een sterke democratische traditie. Elke vier jaar worden er presidentsverkiezingen gehouden.
De president van de Verenigde Staten wordt niet direct gekozen, maar door getrapte verkiezingen. Men volgt hierbij het volgende proces: 
- allereerst worden voorverkiezingen gehouden, waarbij de presidentskandidaten van elke partij gekozen moeten worden (er zijn slechts twee partijen van betekenis: de Republikeinen en de Democraten).
- Bij de eigenlijke verkiezingen worden de stemmen geteld per staat. Elke staat heeft een op het inwonertal gebaseerd aantal kiesmannen in het kiescollege. Wie in een staat de meeste stemmen krijgt, 'krijgt' in principe ook alle kiesmannen van die staat (het leidende principe van een meerderheidsstelsel).

Wie de meeste kiesmannen heeft, wint de verkiezingen en wordt president. Kiesmannen kunnen echter het stemadvies van de burgers naast zich neerleggen. De presidentskandidaten kiezen al voor de verkiezingen hun running mate, de beoogde vicepresident, uit.
Het Congres (U.S. Congress) is de volksvertegenwoordiging en bestaat uit de Senaat en het Huis van Afgevaardigden.
De huidige president van de Verenigde Staten is Donald Trump. Hij werd op 20 januari 2025 beëdigd.

## Geschiedenis
Toen de Verenigde Staten in 1783 gewonnen hadden bij de Amerikaanse Onafhankelijkheidsoorlog, was de hoofdstad gevestigd in New York en Philadelphia. In 1789 werd George Washington de eerste president van de Verenigde Staten. In september 1791 kreeg een stad ten zuiden van New York de naam Washington D.C. Hier werd op 13 oktober 1792 de hoeksteen voor het Witte Huis gelegd.

## Politieke partijen
De federale en staatsoverheden worden overheerst door twee belangrijke politieke partijen, de Republikeinen en de Democraten. De Republikeinse Partij is conservatiever en de Democratische Partij is progressiever. Er zijn verscheidene andere, kleinere partijen, maar zij hebben zeer weinig invloed in de nationale politiek.
De politieke partijen in de Verenigde Staten hebben geen formele 'leiders' zoals veel andere landen, hoewel er complexe hiërarchieën binnen de politieke partijen zijn die diverse uitvoerende commissies vormen. Beide grote partijen zijn ideologisch zeer divers; zo zijn er binnen een partij meestal zowel gematigden als radicalen en kunnen er forse meningsverschillen zijn over bijvoorbeeld de doodstraf, abortus of de mate van autonomie van de deelstaten tegenover het federale gezag.
Maatschappelijke groeperingen, organisaties en rijke particulieren verlenen financiële steun aan beide belangrijke partijen. De Republikeinen ontvangen over het algemeen meer financiering en steun van commerciële groepen, belijdende christenen en Amerikanen op het platteland, terwijl de Democratische partij meer steun van vakbonden en etnische minderheidsgroepen ontvangt. Omdat de Amerikaanse federale verkiezingen vrijwel geheel via gekochte zendtijd in de massa-media wordt uitgevochten, behoren die tot de duurste van de wereld. De totale kosten van de presidentiële campagnes van alle kandidaten bij elkaar loopt in de honderden miljoenen dollars. Toegang tot fondsen is dus essentieel in het politieke systeem. Bedrijven, vakbonden en andere georganiseerde groepen die fondsen en politieke steun aan partijen verlenen, spelen dus een zeer grote rol in het bepalen van politieke agenda's en overheidsbesluitvorming.
Het politieke systeem van Verenigde Staten heeft historisch catch-all-partijen eerder dan coalitieoverheden gesteund.